# Lac-John
Lac-John är ett reservat för innu i provinsen Québec i Kanada. Det ligger i regionen Côte-Nord, i den östra delen av landet, 1 200 km nordost om huvudstaden Ottawa. Landarean är 0,50 kvadratkilometer.